# Застава Јужне Родезије
Застава Родезије (сад Зимбабве) се много пута мењала, као резултат политичких промена у земљи. 
До 1953. године, Јужна Родезија је следећи британску колонијалну праксу, користила Плаву заставу у којој је у горњем левом углу била Застава Уједињеног Краљевства и штит од колонијалног грба у средини десног дела заставе.
Током 1979. године, Јужна Родезија је добила званично ново име Зимбабве-Родезија и нова застава је призната 2. септембра исте године. Застава је садржавала пан-Афричке боје, црвену, црну, жуту, зелену и поред тога национални амблем птицу. Одмах после по новом споразуму земља се накратко вратила под британску управу 12. децембра 1979. године, али је нова застава и даље остала у употреби и после проглашавања независности Зимбабвеа 18. априла 1980. године.

## Историјске и употребне заставе
- Застава Родезије (1964-1968)
- Застава Родезије (1968-1979)
- Застава Зимбабве-Родезија (1979)
- Застава Јужне Родезије (1979-1980)